# Gary Fisher

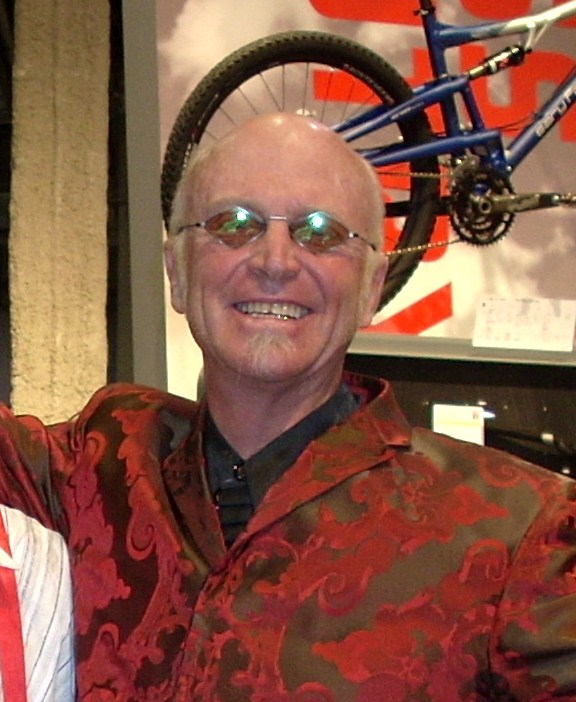
Fisher em 2007

Gary Fisher é um dos inventores do Mountain Bike. Lenda viva do ciclismo e um dos melhores designers de bicicleta da atualidade.
Em 1963 Gary Fisher começa a competir no asfalto e nas pistas, e em 1964 descobre o Ciclocross. É suspenso por usar cabelos longos em 1968 e só retorna às competições em 1972. Em 1979 produz a primeira Mountain Bike do Mundo junto com seu sócio Charlie Kelly, tendo 160 unidades vendidas.